# Druhá bitva o Doněcké letiště

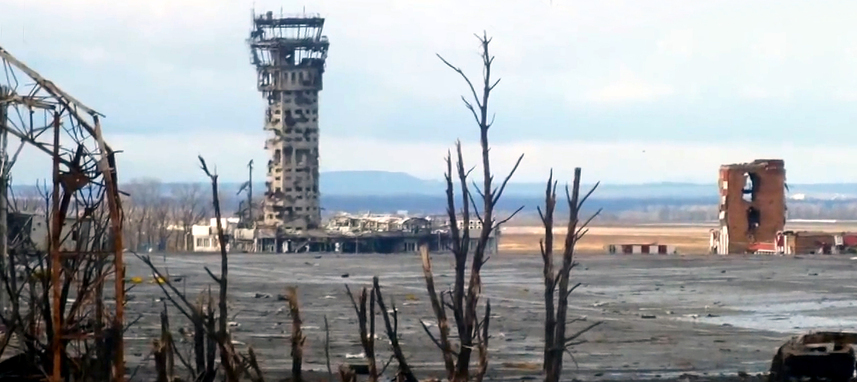
Poškozená kontrolní věž Doněckého letiště v prosinci 2014

Druhá bitva o Doněcké letiště je sérií dalších bojů mezi Ukrajinskou armádou a proruskými separatisty, organizovanými v rámci Doněcké lidové republiky (DLR) a Luhanské lidové republiky (LLR), o Mezinárodní Doněcké letiště Sergeje Prokofjeva během války na východní Ukrajině.
Výchozí situací bylo obsazení areálu letiště jednotkami ukrajinské armády po skončení krátké první bitvy o toto letiště dne 27. května 2014. Od konce srpna 2014 byly však ukrajinské vojenské jednotky podél celé bojové linie na východní Ukrajině zatlačeny zpět. Separatisté drželi území města Doněcku na jih od letiště a také sídliště Spartak ve městě Avdijivka východně od něj. Letiště samotné, vesnice na sever od něj a obec Pisky západně od letiště byly nadále v rukou ukrajinské armády. Ukrajinská vláda byla toho názoru, že podle prvního minského protokolu má zaručenu kontrolu i nad územími, která se podařilo povstalcům v blízkosti letiště mezitím obsadit. Proto ministr zahraničí Pavlo Klimkin prohlásil, že vláda považuje protiútoky za účelem tato území opět dobýt za legitimní. V Kyjevě měli také obavy, že by separatisté mohli využít letiště pro přepravu vojenských zásob z Ruska vzduchem.

Mapa areálu Mezinárodního Doněckého letiště Sergeje Prokofjeva

Nové těžké boje probíhaly mezi 28. zářím 2014 a 21. lednem 2015. Již 1. října 2014 bylo letiště povstalci obklíčeno. Postupně obsadili povstalci značnou část letištní plochy. V troskách budov se však ještě dlouho drželi ukrajinští vojáci. Konečným výsledkem vleklých těžkých bojů bylo obsazení celého letištního areálu včetně budov povstalci, ale areál byl během bojů zcela zdevastován. Pravidelné boje skončily 21. ledna 2015, ale sporadicky jsou na tomto území i nadále registrovány přestřelky.